# Organització d'Alliberament de Kamtapur
L'Organització d'Alliberament de Kamtapur (Kamtapur Liberation Organisation, KLO) és una organització armada de l'ètnia koch-rajbongshi de Bengala.
Fou formada el 28 de desembre de 1995 per uns 60 membres de l'ètnia rajbongshi membres de l'All Kamtapur Students' Union (AKSU) amb el nom d'Organització d'Alliberament Koch-Rajbongshi (Koch-Rajbongshi Liberation Organisation, KRLO), sota impuls del Front Unit d'Alliberament d'Assam (United Liberation Front of Asom, ULFA) per utilitzar-la com organització subsidiària pel front bengalí, basada en les tribus koch-rajbongshi. Demanava l'establiment d'un estat separat de Kamtapur. L'ULFA va donar entrenament als seus membres (1996-1997) a Samdrup Jhankar a Bhutan i més tard a Gelengphu i Kalaikhola.
La primera organització, dirigida per dos quadres de l'ULFA, el subcomandant Raju Baruah i Ajit Kachari, amb 25 homes armats, operava des del camp de Kalikhola a Bhutan i fou desorganitzada pels indis amb baixes i detencions, fins que les restes de l'organització es van integrar a la unitat Saraighat Unit de l'ULFA. El seu quarter general era proper al del ULFA a Samdrup Jhankar. El 1999 va reprendre l'activitat amb el nom d'Organització d'Alliberament de Kamtapur i actualment té uns 300 combatents
Tamir Das àlies Jibon Singha era el president de la KLO; fou detingut l'octubre de 1999 però fou alliberat, i va recuperar el control. El seu lloctinent és Milton Burman àlies Mihir Das; Tom Adhikary àlies Joydeb Roy és el cap d'operacions. Els dos darrers foren detinguts el desembre del 2003. Bharati Das, líder de la branca de dones fou detinguda el 7 d'agost del 2002. Les seves àrees principals d'activitat són Alipurduar al districte de Jalpaiguri, i Shiliguri al districte de Darjeeling, a Bengala Occidental.
El seu finançament és pel cobrament d'impostos al plantadors de te principalment de la regió de Doars a Bengala Occidental.
Els seus camps són a Bhutan al districte de Chuka a la vall del riu Wangchu. A més a més de l'UFA, també està aliat al Front Nacional Democràtic de Bodoland, al rebels maoistes de Nepal, al Front Nacional Revolucionari Tiwa (Tiwa National Revolutionary Front, TNRF) del districte de Nagaon a Assam i al Consell Nacional Socialista de Nagalim

## Bandera
La bandera és rectangular amb tres franges, una superior blau, una inferior, verde, i una central, blanca, simbolitzant els antics colors del poble koch rajbongshi, el principal del regne de Koch Bihar (blau sobre verd) i el cel i la terra; el blanc simbolitza la pau i la llibertat; amb base al pal un triangle negre que simbolitza l'opressió colonial índia, amb tres estels blancs, que simbolitzen els principals pobles del territori.